# تونی گاتلیف
تونی گاتلیف (انگلیسی: Tony Gatlif؛ زادهٔ ۱۰ سپتامبر ۱۹۴۸) یک کارگردان و هنرپیشه اهل فرانسه است.
وی گارگردان فیلم‌هایی همچون ترانسیلوانی بوده است.